# Semeliškės
Semeliškės is een plaats in de gemeente Elektrėnai in het Litouwse district Vilnius. De plaats telt 660 inwoners (2001).